# Église Sainte-Sophie de Bénévent
Pour les articles homonymes, voir Sainte-Sophie.
L'église Sainte-Sophie  est l'église abbatiale de l'abbaye Sainte-Sophie de Bénévent dans la ville de Bénévent en Campanie.
C'est l'un des témoignages les plus importants de l'architecture lombarde de Lombardie mineure, même si au fil des siècles elle a été remaniée à plusieurs reprises, jusqu'à acquérir son aspect moderne. Elle fait partie du site sériel « Lombards en Italie : lieux de pouvoir », comprenant sept lieux remplis de témoignages architecturaux, picturaux et sculpturaux de l'Art lombard, inscrits sur la liste du patrimoine mondial de l'UNESCO en juin 2011. 

## Histoire
L'église Sainte-Sophie est un édifice circulaire d'inspiration byzantine datant de la période lombarde et consacrée sous le règne du duc Arigis II de Bénévent vers 760, maintenant modernisé, et dont le toit est soutenu par six colonnes antiques.
Elle constitue un exemple de premier plan de l'architecture européenne du haut Moyen Âge.
L'église fut détruite par un tremblement de terre en 986, puis reconstruite entre 1142 et 1176. Fortement endommagée par le tremblement de terre de 1688 et fut reconstruite en style baroque sous l'impulsion du futur pape Benoît XIII.

## Architecture
L'église Sainte-Sophie est une construction de petite taille. Son plan est un hexagone central (entouré d'un anneau décagonal avec huit piliers de pierre calcaire blanche), dont les sommets sont munis de colonnes reliées entre elles par des arches soutenant la coupole.

### L'extérieur
Un monastère est adossé à l'église, son cloître également, daté de la fin du XIIIe siècle et construit à l'aide des matériaux des bâtiments antiques précédents.

#### Portail
Au-dessus du portail dans la lunette, un bas-relief du XIIIe siècle provenant du porche disparu, représentant le Christ trônant entre la Vierge Marie et saint Mercure, ainsi que l'abbé Grégoire agenouillé.

### L'intérieur
L'intérieur était décoré de fresques d'artistes byzantins représentent l'Histoire du Christ ; elles sont  encore partiellement visibles dans les deux alcôves latérales, avec L'Annonciation à Zacharie, L'Annonciation et la visite de la Vierge, Zacharie muet, peintures datées de la fin du VIIIe début IXe siècle.

## Sépultures
L'abbaye n'ayant pas de cimetière, elle servit de nécropole aux princes de la famille des Landulfides.

## Galerie

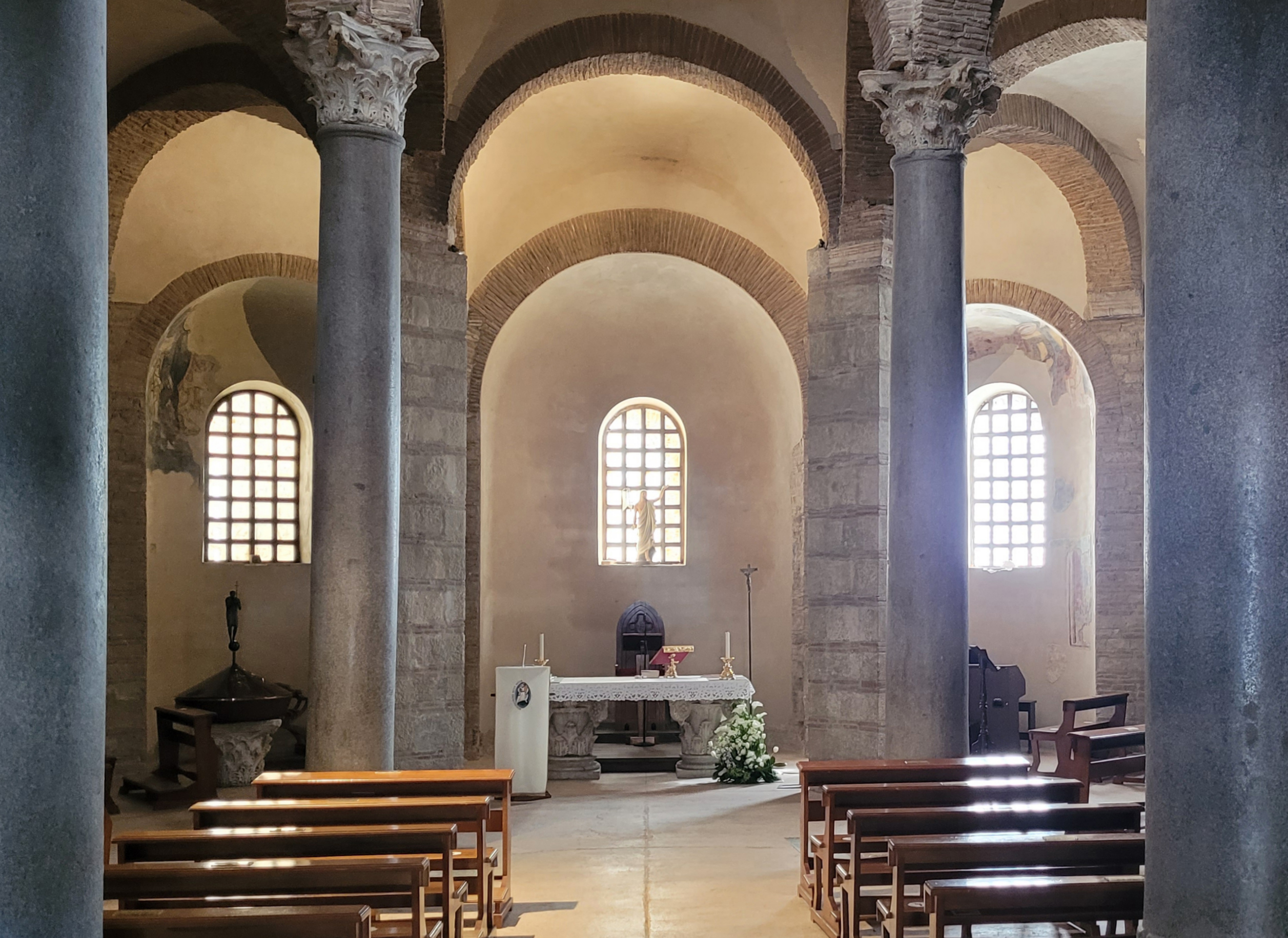
Intérieur de l'église.
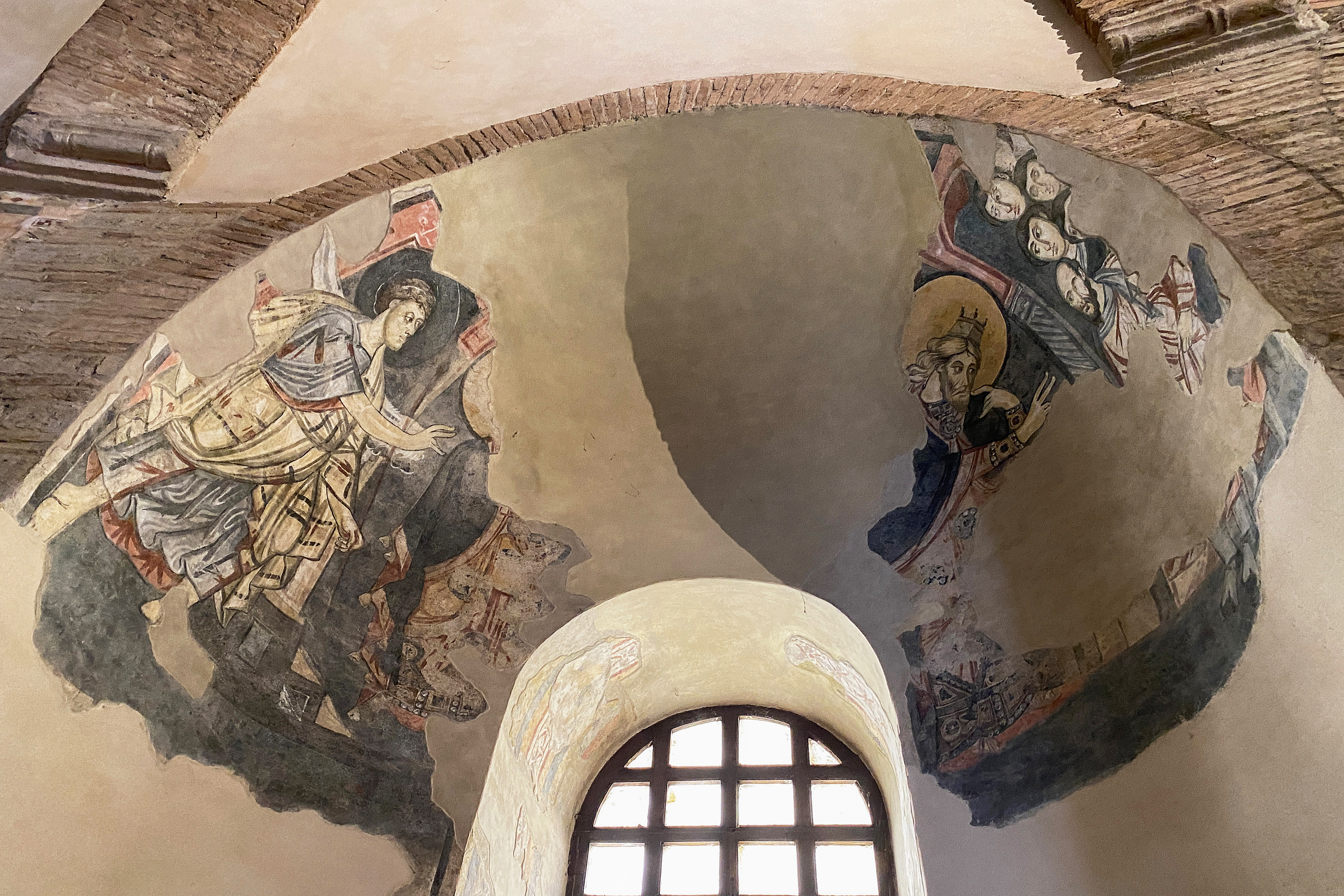
Fresque Annonce à Zacharie.
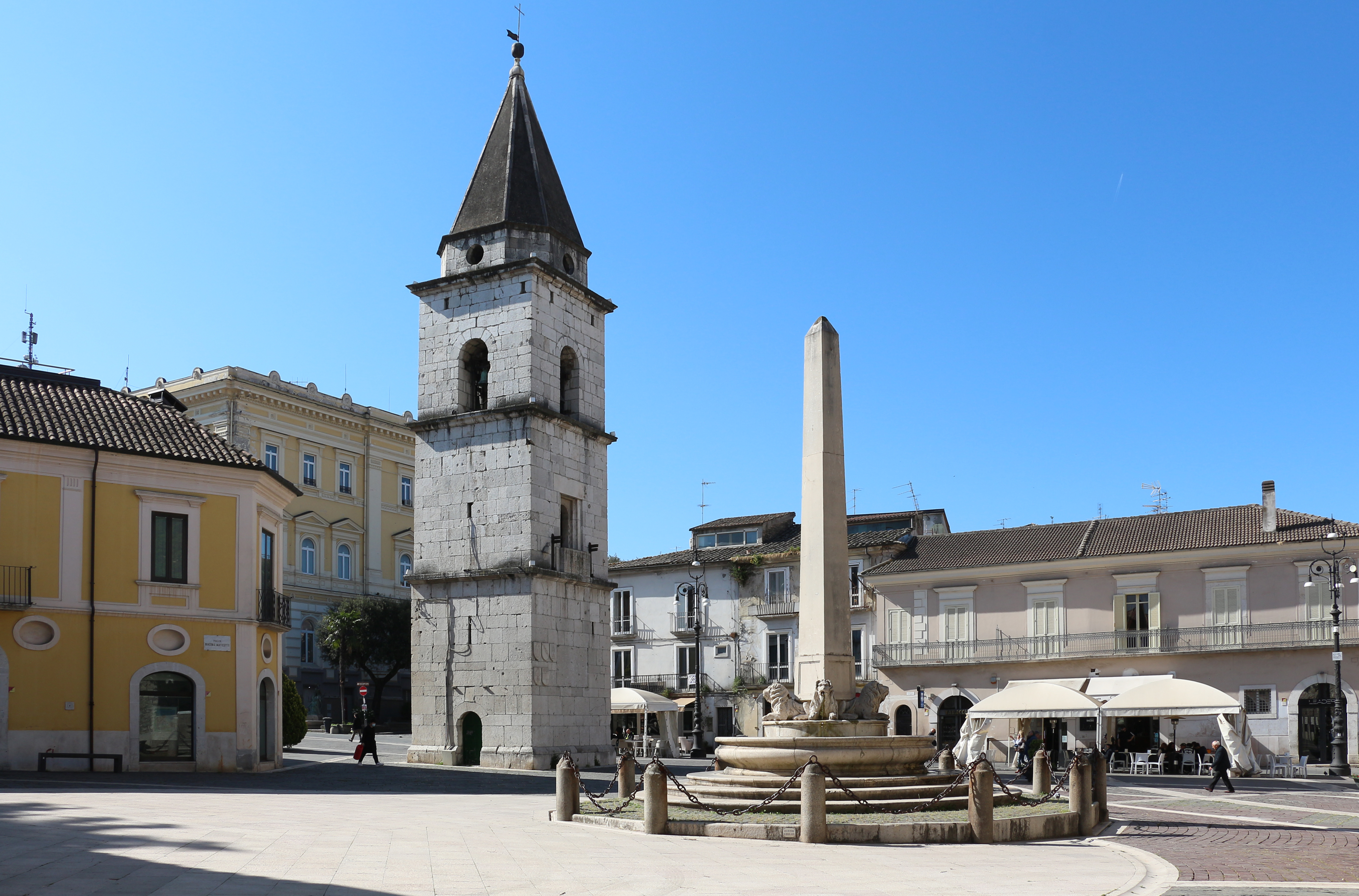
Le campanile et la fontaine Chiaromonte.
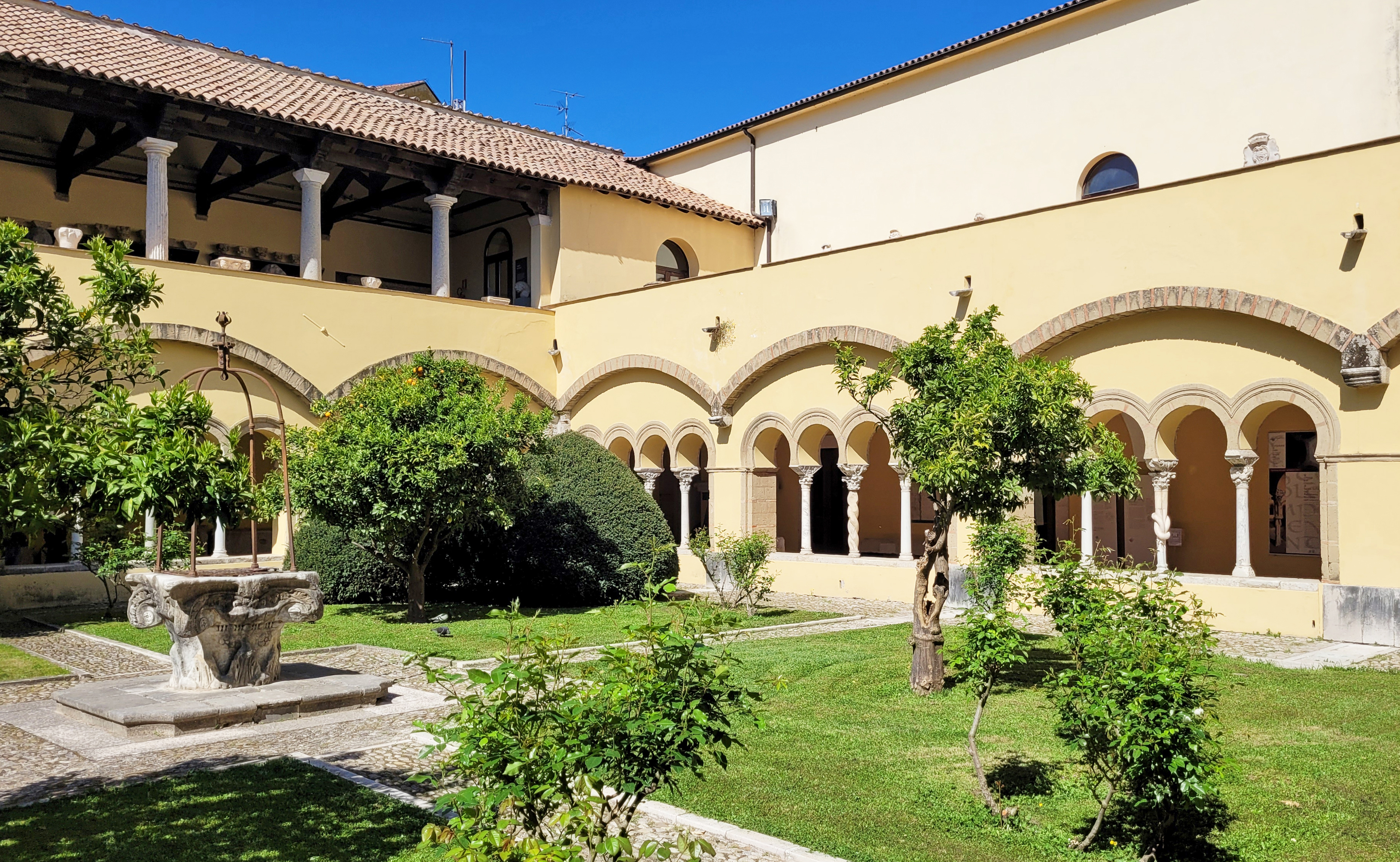
Cloître de l'église.